# 講談社の動く学習漫画 MOVE COMICS
講談社の動く学習漫画 MOVE COMICS（こうだんしゃのうごくがくしゅうまんが ムーブコミックス）は、講談社が編集・発行している日本の学習漫画レーベル。

## 概要
講談社は児童書大手ながら長年の競合関係にある小学館・集英社・学研プラス（旧学習研究社）と異なり学習漫画のレーベルを持たなかったが（学習漫画自体の発行実績はある）、2011年に創刊したDVD付き図鑑「講談社の動く図鑑 MOVE」がシリーズ累計160万部のヒットを記録したことを受け、同図鑑から派生する形で2015年6月に本レーベルを創刊した。出版に当たってのコンセプトは「自然科学の世界に興味を持った子ども達が、次に読むシリーズ」とされている。
2000年代以降の日本の学習漫画は朝日新聞出版の科学漫画サバイバルシリーズを始めとする韓国の学習漫画の影響で横書き左開き・オールカラーのものが増加しているが、本レーベルは日本の学習漫画では伝統的なスタイルの縦書き右開きとなっており、巻頭口絵ではカラーを使用しているが漫画本編は単色刷りである。レーベルの特徴は「MOVE」の名称の由来ともなっている各巻の付録DVDで、姉妹レーベルの「学習図鑑MOVE」と同様にNHKエンタープライズの協力で「NHKスペシャル」の素材や付録用に新規撮影した映像が収録されている。全タイトルとも電子書籍が刊行されており、付録DVDの映像が無い代わりに単行本の半額程度で購入可能。

## 各巻
- 第1巻発売順。

| シリーズ名   | 各巻副題                        | 作者     | 監修       | 発売日        | ISBN                   |
| ------------ | ------------------------------- | -------- | ---------- | ------------- | ---------------------- |
| 恐竜のふしぎ | 1. 恐竜の誕生と大進化! の巻     | 高橋拓真 | 小林快次   | 2015年6月26日 | ISBN 978-4-06-299954-0 |
| 恐竜のふしぎ | 2. 恐竜の栄光と大絶滅! の巻     | 高橋拓真 | 小林快次   | 2015年6月26日 | ISBN 978-4-06-299955-7 |
| 動物のふしぎ | 1. いざサバンナへ出発! の巻     | 百田文   | 今泉忠明   | 2015年6月26日 | ISBN 978-4-06-299952-6 |
| 動物のふしぎ | 2. アマゾンで大冒険! の巻       | 百田文   | 今泉忠明   | 2015年7月29日 | ISBN 978-4-06-299955-7 |
| 昆虫のふしぎ | 1. 昆虫の世界へようこそ! の巻   | 安斉俊   | 伊藤弥寿彦 | 2015年6月26日 | ISBN 978-4-06-299950-2 |
| 昆虫のふしぎ | 2. 昆虫のサバイバル大作戦! の巻 | 安斉俊   | 伊藤弥寿彦 | 2015年7月29日 | ISBN 978-4-06-299951-9 |
| 深海のふしぎ | 追跡! 深海生物と巨大ザメの巻    | 高橋拓真 | 滋野修一   | 2016年7月27日 | ISBN 978-4-06-299956-4 |
| 人体のふしぎ | 1. 体の中の大探険! の巻         | 竹林月   | 島田達生   | 2016年8月24日 | ISBN 978-4-06-299957-1 |
| 人体のふしぎ | 2. 脳と血管の大探険! の巻       | 竹林月   | 島田達生   | 2017年8月25日 | ISBN 978-4-06-299958-8 |

## MOVE COMICS NEXT
上記の後は、「講談社のマンガ図鑑 MOVE COMICS NEXT」としてDVDの付属しないシリーズが刊行されている。
| 作品名                                           | 作者       | 監修            | 発売日        | ISBN                   |
| ------------------------------------------------ | ---------- | --------------- | ------------- | ---------------------- |
| 地球と生命の大進化！ 地球46億年のひみつ          | 高橋拓真   | 森下知晃 土屋健 | 2017年12月2日 | ISBN 978-4-06-299960-1 |
| 大追跡！ 宇宙と生命の謎 地球外生命はいるのか！？ | 白井三二朗 | 田村元秀        | 2017年12月2日 | ISBN 978-4-06-299959-5 |